# City of Liverpool
City of Liverpool is een Local Government Area (LGA) in Australië in de staat New South Wales in de agglomeratie van Sydney. City of Liverpool telt 172.932 inwoners. De hoofdplaats is Liverpool.